# Référendum sur le rattachement de Saint-Barthélemy
Le référendum sur le rattachement de Saint-Barthélemy à la France s'est tenu dans la colonie suédoise de Saint-Barthélémy en octobre 1877.
En 1784, le roi de France Louis XVI vend l'île de Saint-Barthélemy au roi Gustave III de Suède contre un droit d'entrepôt à Gothembourg. De plus, l'île de la Guadeloupe est acquise par la Suède en 1813, pendant les Guerres napoléoniennes mais récupérée l'année suivante au congrès de Vienne.
L’île s’avère coûteuse, nécessitant une subvention nationale de 68 000 francs pour couvrir le déficit en 1876 et inutile pour la Suède ; à la suite du traité de rétrocession signé à Paris le 10 août 1877, le gouverneur suédois Bror Ludvig Ulrich (sv) organise un référendum sur l'île en octobre de la même année. En effet, l'article 1 précise « cette rétrocession est faite sous la réserve expresse du consentement de la population de Saint-Barthélemy ».
L'annexe rédigée le 31 octobre 1877 mentionne que la population s'est déclarée « en faveur d'une réunion de cette île aux possessions françaises ». La France versera en outre 80 000 francs représentant l'évaluation desdites propriétés et 320 000 francs à titre d'indemnité tant pour le rapatriement que pour les pensions des fonctionnaires suédois 
La Chambre des députés française met en application le traité le 22 janvier 1878 et le transfert est entériné lors de la cérémonie de rétrocession qui a lieu le 16 mars suivant, date à laquelle le territoire est remis au gouverneur de la Guadeloupe, Marie-Gabriel Couturier. 

## Résultats
| Choix  | Votes | %     |
| ------ | ----- | ----- |
| Pour   | 350   | 99,71 |
| Contre | 1     | 0,29  |
|        |       |       |
| Total  | 351   | 100   |

| Votes « Pour » (99,71 %) |
| ▲                        |